# Teatro isabelino

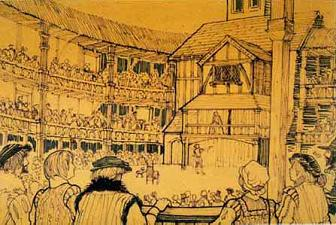
Teatro isabelino.

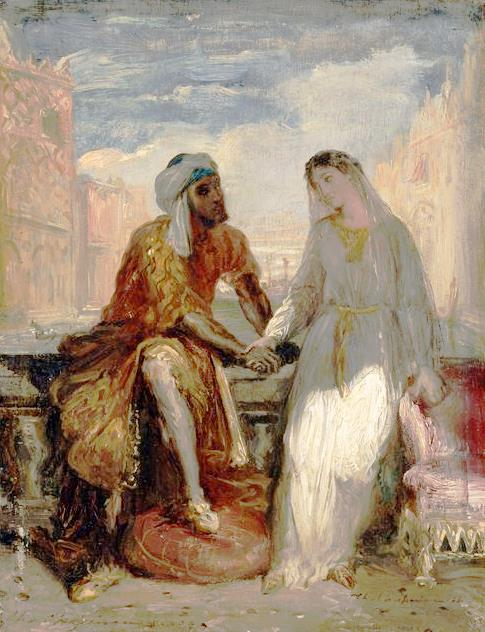
Otelo y Desdémona, del Otelo de Shakespeare.

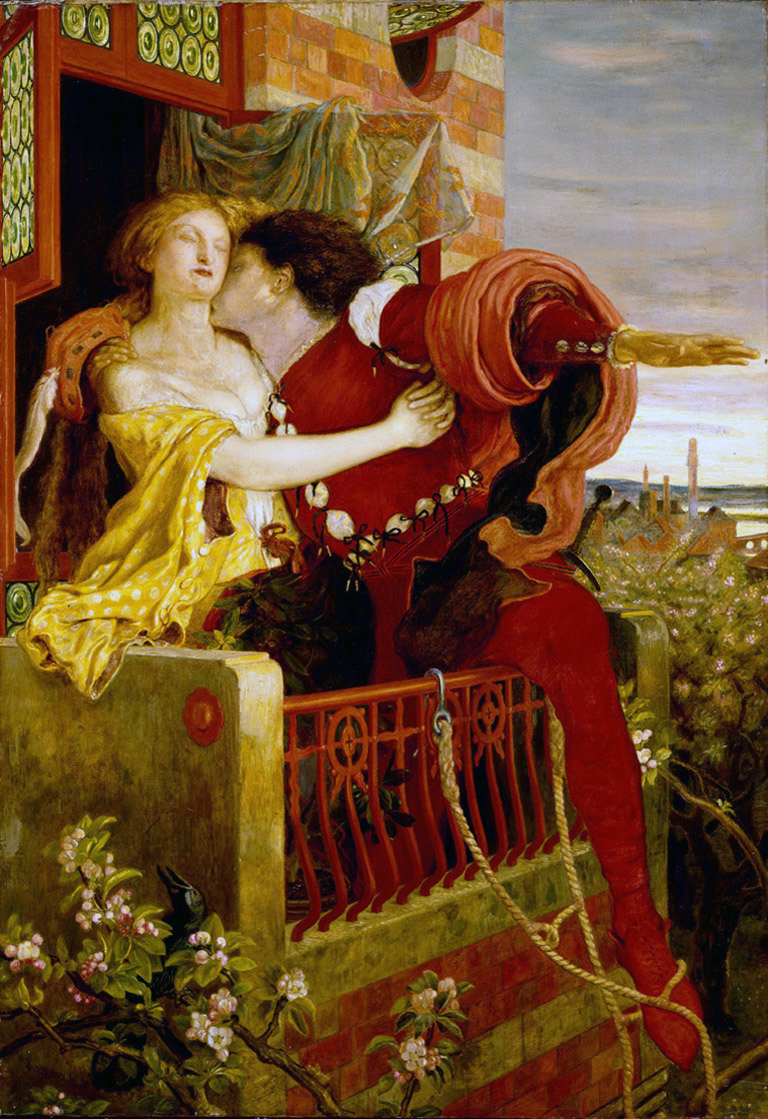
Romeo y Julieta, cuadro de Ford Madox Brown.

Se denomina teatro isabelino (1558-1642) al conjunto de obras dramáticas escritas e interpretadas durante el reinado de Isabel I de Inglaterra (reina desde 1558 hasta 1603), y en especial a la obra de William Shakespeare (1564-1616).
En realidad los estudiosos extienden generalmente la era isabelina hasta incluir el reinado de Jacobo I (muerto en 1625), hablándose entonces de "teatro jacobino", e incluso más allá, incluyendo el de su sucesor, Carlos I, hasta la clausura de los teatros en el año 1642 a causa de la llegada de la Guerra civil ("teatro carolino"). El hecho de que se prolongue más allá del reinado de Isabel I hace que el drama escrito entre la Reforma anglicana y la clausura de los teatros en 1642 se denomine Teatro renacentista inglés. 
Shakespeare le dedica a Jacobo I algunas de sus obras principales, escritas para celebrar el ascenso al trono del soberano, como Otelo (1604), El rey Lear (1605), Macbeth (1606, homenaje a la dinastía Estuardo), y La tempestad (1611, que incluye entre otros una "mascarada", interludio musical en honor del rey que asistió a la primera representación.)
El período isabelino no coincide cronológicamente en su totalidad con el Renacimiento europeo y menos aún con el italiano, mostrando un fuerte acento manierista y Barroco en sus elaboraciones más tardías.

## Factores histórico-sociales

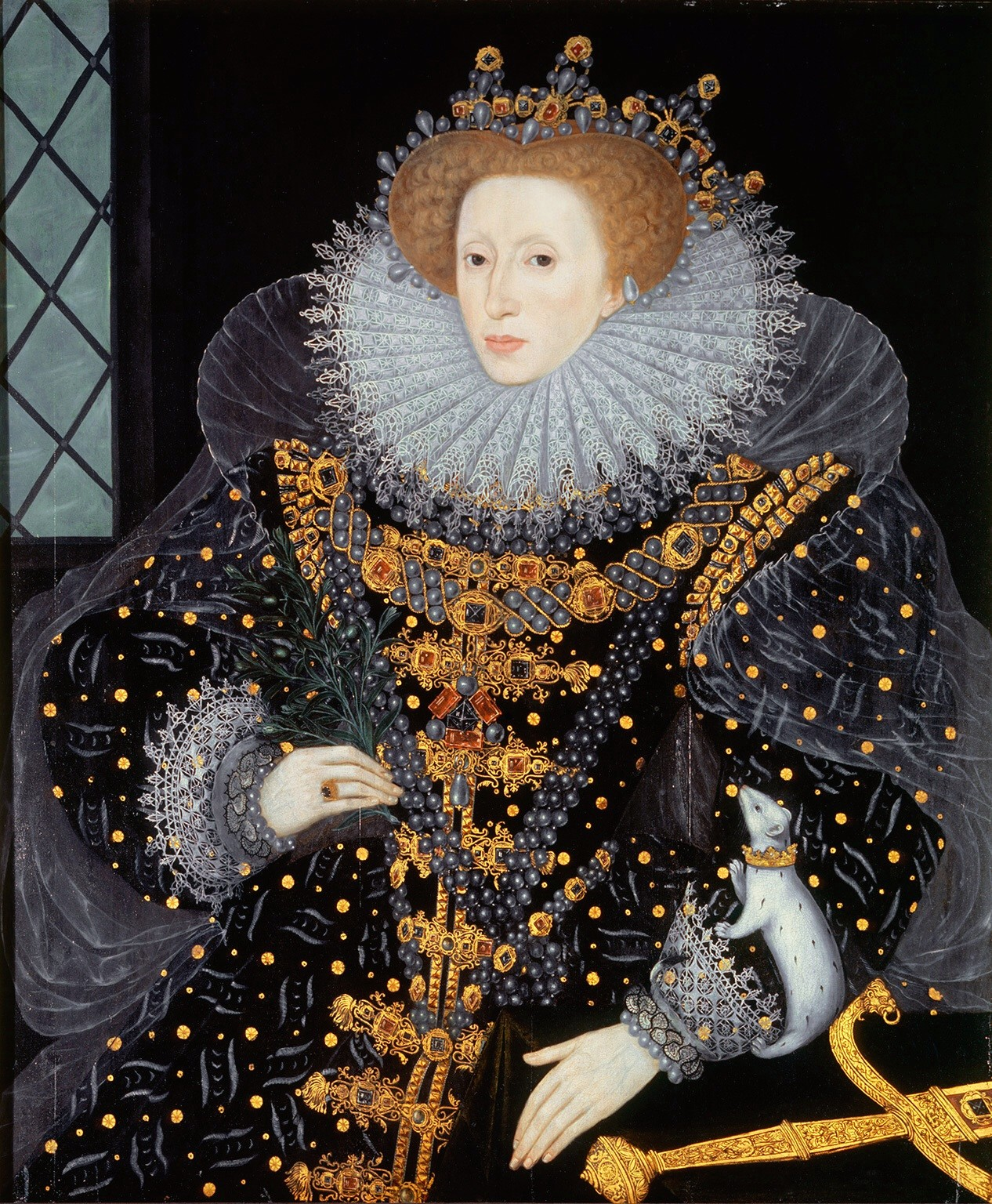
Isabel I de Inglaterra (1533-1603).

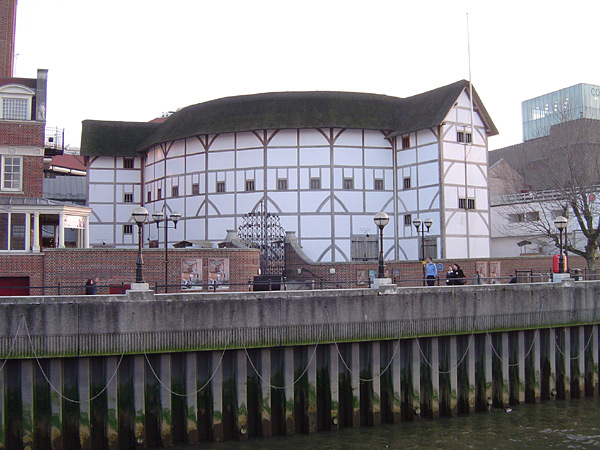
The Globe en Londres.

La época isabelina significó el ingreso de Inglaterra en la Edad Moderna bajo el empuje de las innovaciones científico-tecnológicas como la revolución copernicana y de las grandes exploraciones geográficas (es cuando comienza la colonización inglesa de América del Norte). La tempestad se ambienta, no por casualidad, en una isla del Caribe cuya población (representada simbólicamente por el "salvaje" Calibán y su madre, la maga Sycorax) está sometida a las artes mágicas de Próspero, esto es, de la tecnología y del progreso de los colonizadores europeos.
La separación de la órbita del Papado y del Sacro Imperio Romano, con la derrota de Felipe II de España y de su Armada invencible (1588), el mayor bienestar económico debido a la expansión del comercio a través de Atlántico, sellaron el triunfo de Isabel y el nacimiento de la Inglaterra moderna. En esta época de intercambios culturales creció el interés hacia las humanae litterae y por lo tanto, hacia Italia, donde los intelectuales huidos de Constantinopla (1453) habían llevado consigo antiguos manuscritos de los grandes clásicos griegos y latinos haciendo surgir un interés sin precedentes por la antigüedad greco-romana y los estudios del idioma hebreo. 
Nació entonces en Italia el Humanismo (una vocación sobre todo filosófica y arqueológica), destinado a madurar en el siglo XVI durante el Renacimiento, con la creación de un arte y una arquitectura moderna y una renovación tecnológica a gran escala (se piensa sobre todo en un Leonardo da Vinci). Si en Italia el Renacimiento se agotó hacia la mitad del siglo XVI, en el norte de Europa (donde llegó más tarde) perduró hasta las primeras décadas del siglo XVII.

## Interés por Italia
Este deseo de renovación y de modernidad se difundió también en Londres. Ni siquiera los siniestros relatos de presuntos viajes al país por parte de Maquiavelo, como el The Unfortunate Traveller, or the Life of Jack Wilton de Thomas Nashe, pudieron disminuir el entusiasmo del público: la amoralidad de El Príncipe y las voces de las conjuras papales contribuyeron en su lugar a mantener vivo el interés por Italia. En la propia capital se hacía notar una comunidad de inmigrantes italianos (muchos de los cuales eran dramaturgos y actores): con ellos Shakespeare, Christopher Marlowe, el segundo dramaturgo más destacado, y sus contemporáneos tuvieron probablemente relaciones de amistad y de frecuente colaboración profesional.

## El éxito de Séneca
En la época de Shakespeare no había muchos que pudieran leer los dramas en latín y menos aún en griego, lengua que solo entonces se comenzaba a conocer. Las obras de Séneca, ya objeto de gran interés para los humanistas italianos se difundieron, si bien sobre todo a través de adaptaciones italianas que se apartaban no poco del espíritu del original. Los autores introdujeron en las representaciones escenas de violencia y crueldad en lugar de la verdadera historia narrada por sus testimonios. Pero fue la versión italianizada, donde el mal se representaba con toda su intensidad, lo que gustó a los dramaturgos isabelinos y encontró el interés del público.

## La tragicomedia y lo novelesco

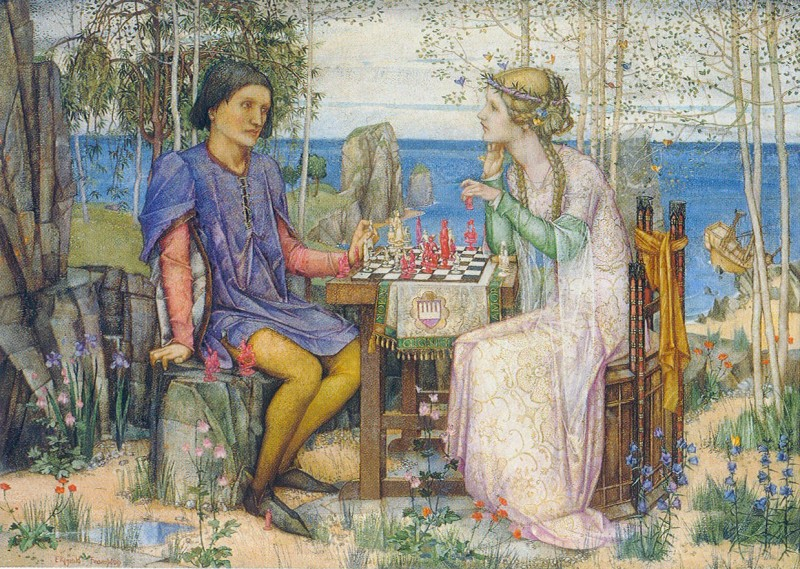
Fernando y Miranda, en La tempestad, acto V, Edward Reginald Frampton (británico, 1870-1923).

Un drama muy ligado a los efectos escénicos y que se apodera de las emociones más violentas se asocia entonces a las pasiones del amor más morboso: el cuadro antiguo pintado con mano sutil es restaurado con trazos tan gruesos que casi ocultan el toque del artista. No es por casualidad que los mismos dramaturgos renacentistas trabajasen contemporáneamente con obras del tipo "mixto", como las "pastorales" o las "tragicomedias", fusión de comedia y tragedia, juntando lo trágico, lo cómico y lo novelesco.
La mezcla de géneros propia del renacimiento inglés fue también experimentada por los isabelinos, cuyas tragedias y comedias mantuvieron sin embargo una mayor separación irónica y realista. La tempestad tiene mucho de tragicomedia, mas la ironía y la comicidad de los personajes, la profundidad de la exploración filosófica le confieren mayor aliento. Lo mismo puede decirse de muchas otras grandes comedias de Shakespeare e isabelinas, en las que lo cómico se mezcla fatalmente con lo trágico, como por otra parte ocurre en el cine moderno. El bufón de El rey Lear, y la locura del rey caído en desgracia por la traición de sus hijas a las que, por afecto, había regalado todo su patrimonio, proporcionaban el alivio cómico al público haciendo resaltar, como por el efecto del claroscuro, la tragedia personal de Lear y la nacional de Inglaterra rota por la guerra civil.

## Innovaciones respecto al teatro continental
La época isabelina no se limitó a adaptar los modelos: renovó felizmente el metro con el verso blanco (blank verse, pentámetro yámbico carente de rima), que imita bastante fielmente el verso latino senequista, liberando al diálogo dramático de la artificiosidad de la rima, mientras se conserva la regularidad de los cinco pies del verso. El verso blanco fue introducido por el Conde de Surrey cuando en el año 1540 publicó una traducción de la Eneida usando esta forma métrica, pero debe esperarse al Gorboduc de Sackville y Norton (1561) para que se usase en el drama para llegar a culminar en la epopeya bíblica de John Milton, el Paraíso perdido. La idea de usar un metro semejante se le ocurrió a Surrey por la versión de la Eneida de Molza, inventor del versi sciolti (verso libre). El teatro isabelino introduce asimismo toda una serie de técnicas teatrales de vanguardia que fueron utilizadas siglos más tarde por el cine y la televisión. El escenario inglés de finales del siglo XVI (sobre todo en Shakespeare) presenta un frecuente y rápido sucederse de escenas que hacen pasar rápidamente de un lugar a otro, saltando horas, días, meses con una agilidad casi pareja a la del cine moderno. El verso blanco juega una parte no menor confiriendo a la poesía la espontaneidad de la conversación y la naturalidad del recitado.
La Poética de Aristóteles, que definió la unidad de tiempo y acción (la de espacio es un añadido de los humanistas) en el drama, consiguió imponerse mejor en el continente: solo algunos clasicistas de corte académico como Ben Jonson siguieron al pie de la letra los preceptos, pero estos personajes no tienen la vida de los de Shakespeare, permaneciendo (sobre todo en el caso de Jonson) a nivel de "tipos" o "máscaras". Fue sobre todo gracias a la renuncia a las reglas que el teatro isabelino pudo desarrollarse de aquellas formas nuevas en las cuales Shakespeare, Beaumont, Fletcher, Marlowe y muchos otros encontraron campo fértil para su genio.

## Modernidad y realismo de los personajes
La relectura isabelina de los clásicos supuso un vendaval de innovaciones en historias ya milenarias, exaltando en verdad la cualidad universal de los grandes personajes históricos o legendarios. Con otro estilo y otra técnica, incluso los temas sociales se tratan de manera moderna, en toda su complejidad psicológica, infringiendo consolidados tabúes sociales (sexo, muerte, canibalismo, locura). Cabe pensar en el amor "prohibido" entre Romeo y Julieta, dos jóvenes de dieciséis y catorce años respectivamente, que deciden en pocos días casarse y huir de casa; en la representación del suicidio de los amantes. En El rey Lear el abandono del viejo rey por parte de las hijas es el tema dominante (y no hay cosa que resulte más actual que el drama del abandono de los ancianos y de la fragmentación del núcleo familiar). Cualidad esta que, lejos de "empeorar" los personajes, les hacen más semejantes a nosotros, demostrando que en esta época aún nos conmueven profundamente.

## El teatro dentro del teatro
Que el teatro isabelino era un "teatro abierto" y no solo en el sentido literal del término parece demostrado también por el sentido de autoironía de los actores y de los dramaturgos isabelinos. El actor gusta de hablar al público "entre líneas", para darle la vuelta al personaje mismo que está recitando, anticipando el distanciamiento irónico del teatro de Bertolt Brecht. Para esta clase de actores el dramaturgo isabelino inventa el teatro dentro del teatro. Se ha visto en la mascarada de La tempestad, pero el ejemplo más emblemático es el de Hamlet, en la que el joven heredero al trono de Dinamarca contrata a un grupo de actores itinerantes para representar frente a los ojos de Claudio, del que sospecha que ha asesinado a su padre, un drama que reconstruye el presunto asesinato. Al final Claudio se alza, disgustado y aterrorizado, dejando la corte. Por esto el joven Hamlet se convencerá de la culpabilidad (hasta entonces no probada) de su padrastro, tramando su asesinato. Se pueden encontrar otros ejemplos de esto entre los isabelinos, con éxito semejante al del "cine dentro del cine", pero también con el "teatro dentro del cine".

## Un teatro que se hace cine
Que el teatro isabelino en general y Shakespeare en particular se anticiparon a su tiempo parece demostrado, afirmó Anthony Burgess, por el éxito de las trasposiciones cinematográficas y de las dramatizaciones televisivas, casi como si aquellos dramas hubieran sido escritos para nosotros.  Es destacado el éxito de la película Romeo y Julieta de Zeffirelli. Paradójicamente, tal adaptabilidad al cine parece deberse a que el origen del teatro isabelino se encuentra en géneros dramáticos medievales, como los misterios, los milagros y las moralidades, representaciones de carácter popular que se desarrollaban primero en las iglesias y más tarde en las grandes plazas o en las ferias. La falta de escenario y vestuario dejaba el éxito de la representación en manos de los actores. La necesidad de improvisación (a menudo ayudada por un poco de humor) junto a la falta de arquitecturas teatrales sofisticadas más que preocupar a los actores, los liberaban de las excesivas constricciones de la puesta en escena mientras que la falta de efectos especiales fue suplida por la invención poética recreando con sus ricas descripciones, un poco como ocurre a la radio respecto a la televisión, donde aquello que le "faltaba", enriquecía el lenguaje dramático más allá de toda medida.

## Espacio teatral

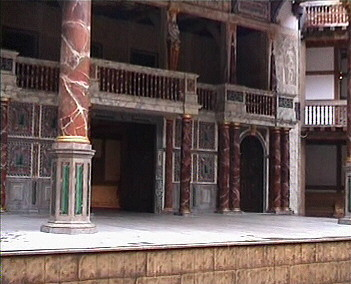
Escenario del Globe Theatre, pisado por Shakespeare.

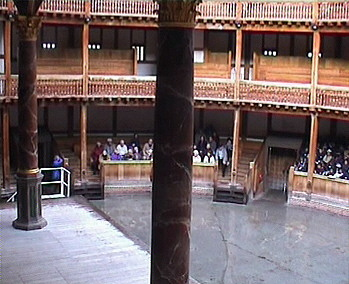
Platea del Globe Theatre, vista desde el escenario.

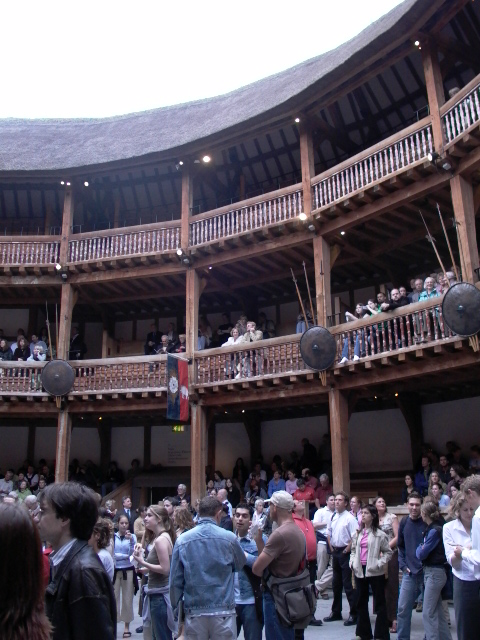
Las galerías.

El teatro isabelino era popular, pero tenía mala reputación. Las autoridades de Londres lo prohibieron en la ciudad, por lo que los teatros se encontraban al otro lado del río Támesis, en la zona de Southwark o Blackfriars, fuera de la competencia de las autoridades de la ciudad. 
El establecimiento de teatros públicos grandes y provechosos económicamente fue un factor esencial para el éxito del teatro inglés renacentista. El momento decisivo fue la edificación de The Theatre por James Burbage, en Shoreditch en 1576. The Theatre fue seguido rápidamente por el cercano Curtain Theatre (1577). Una vez que los teatros públicos de Londres —incluyendo The Rose (1587), The Swan (1595), The Globe Theatre (1599), the Fortune Theatre (1600), y el Red Bull (1604)—estuvieron en funcionamiento, el teatro pasó a ser una distracción permanente, en lugar de algo eventual. 
Estos teatros conservaron mucho de la antigua simplicidad medieval. Ciertas excavaciones arqueológicas de finales del siglo XX han mostrado que aunque los teatros poseían diferencias individuales, su función común hacía que todos siguieran un sencillo esquema general.  Inspirado en su origen en los circos de la época para la lucha entre osos o perros o en las posadas, baratos establecimientos de provincias, el edificio teatral consistía en una construcción muy simple de madera o de piedra, a menudo circular y dotada de un amplio patio interno, cerrado todo alrededor pero sin techo. Tal patio se convirtió en la platea del teatro, mientras que las galerías derivaron de las balconadas internas de las posadas. Cuando la posada o el circo se convirtieron en teatro, poco o nada se cambió de la antigua construcción: las representaciones se llevaban a cabo en el patio, a la luz del sol. El actor isabelino recitaba en el medio, no delante de la gente: de hecho, el escenario se "adentraba" en una platea que lo circundaba por tres lados (solo la parte posterior se reservaba a los actores quedando a resguardo del edificio). Como en la Edad Media, el público no era simple espectador, sino que participaba en el drama. La ausencia de los "efectos especiales" refinaba la capacidad gestual, mímica y verbal de los actores, que sabían crear con maestría lugares y mundos invisibles (la magia de Próspero en La tempestad alude metafóricamente a esta magia "evocativa").
Entre la 2.ª y la 3.ª planta del escenario se solían situar los músicos. El aforo era entre 1.500 y 2.000 espectadores. No existían interrupciones entre acto y acto ya que era escasa la escenografía. El mobiliario y los objetos daban la ubicación de la acción (un trono era la corte, una mesa de taberna, una taberna, etc.).
Otros teatros posteriores, como el Blackfriars Theatre (1599), el Whitefriars (1608) y el Cockpit (1617) eran cerrados y con techo. Con la creación del Salisbury Court Theatre en 1629 el público de Londres tenía seis teatros entre los que elegir: tres que sobrevivían de la época de los grandes teatros "públicos" al aire libre, el Globe, el Fortune, y el Red Bull, y tres teatros "privados", más pequeños y cerrados. De esta forma, la capacidad teatral de la capital era de más de 10,000 personas después de 1610.

## Un teatro sin clases
Mientras el drama renacentista italiano se  desarrollaba como una forma de arte elitista, el teatro isabelino resultaba un gran contenedor que fascinaba a todas las clases, haciendo así de "nivelador" social. A las representaciones acudían príncipes y campesinos, hombres, mujeres y niños, porque la entrada estaba al alcance de todos, si bien con precios distintos:

El que se queda de pie abajo paga sólo un penique, pero si quiere sentarse, le meten por otra puerta, donde paga otro penique; si desea sentarse sobre un cojín en el mejor sitio, desde donde no sólo se ve todo, sino que también pueden verle, tiene que pagar en una tercera puerta otro penique. Descripción que hace Thomas Platter de Basle en 1599, tras visitar The Curtain.

Acudir al teatro era una costumbre muy arraigada en la época. Por esto todos los dramas debían satisfacer gustos diversos: los del soldado que deseaba ver guerra y duelos, la mujer que buscaba amor y sentimiento, la del abogado que se interesaba por la filosofía moral y el derecho, y así con todos. Incluso el lenguaje teatral refleja esta exigencia, enriqueciéndose con registros muy variados y adquiriendo gran flexibilidad de expresión.

## Las compañías  y los actores
Para construir un personaje veraz, humanamente cercano a la gente, no se consideraba necesario utilizar grandes vestuarios ni ser arqueológicamente fieles a los hechos históricos. 
Las compañías funcionaban sobre un sistema de repertorio. Raramente interpretaban la misma obra dos días seguidos. 
Emplear a actrices estaba prohibido por la ley, y así se mantuvo durante el siglo XVII, incluso bajo la dictadura puritana. Los personajes femeninos eran entonces representados por muchachos. Pero esto no disminuyó el éxito de las representaciones, como prueba el testimonio de la época y las continuas protestas contra las compañías teatrales por parte de los administradores puritanos de la City.
Era un teatro que funcionaba por compañías privadas y formadas por actores, que pagaban a los autores para interpretar su obra y a otros actores secundarios. Algunos alquilaban el teatro y otros eran propietarios del mismo. Cada compañía tenía un aristócrata, que era una especie de apoderado moral. Solo la protección acordada por el grupo de actores con príncipes y reyes -si el actor vestía su librea no podía ser de hecho arrestado - pudo salvar a Shakespeare y a muchos de sus compañeros de las condenas de impiedad lanzadas por la municipalidad puritana. Una ley de 1572 eliminó las compañías que carecían de un patrocinio formal al considerar a sus miembros "vagabundos". El nombre de muchas compañías teatrales derivan de esta forma de patrocinio: The Admiral's Men y The King's Men eran "los hombres del almirante" y "los hombres del soberano". Una compañía que no hubiese tenido un poderoso mecenas a sus espaldas podía encontrarse en una serie de dificultades y ver sus espectáculos cancelados de un día para otro. 
A estos problemas se añade que, para los actores, el salario era muy bajo.
El Consejo Real tenía que dar el visto bueno a todas y cada una de las obras ya que existía la censura respecto a temas morales como el sexo, la maldad, las manifestaciones contra Dios, la Iglesia, etc.

### Lista de actores
| - Edward Alleyn - Robert Armin - Christopher Beeston - James Burbage - Richard Burbage | - Henry Condell - Nathan Field - John Heminges - Thomas Heywood | - Will Kempe - William Rowley - William Shakespeare |

### Otras personalidades
- George Buc, Maestro de ceremonias 1609 - 1622
- Cuthbert Burbage, empresario
- James Burbage, empresario
- Philip Henslowe, empresario
- Francis Langley, empresario
- Edmund Tilney, maestro de ceremonias 1579 - 1609

### Lista de compañías
- The Admiral's Men
- The King's Men
- Lord Chamberlain's Men
- Queen Anne's Men
- Worcester's Men

## Los autores

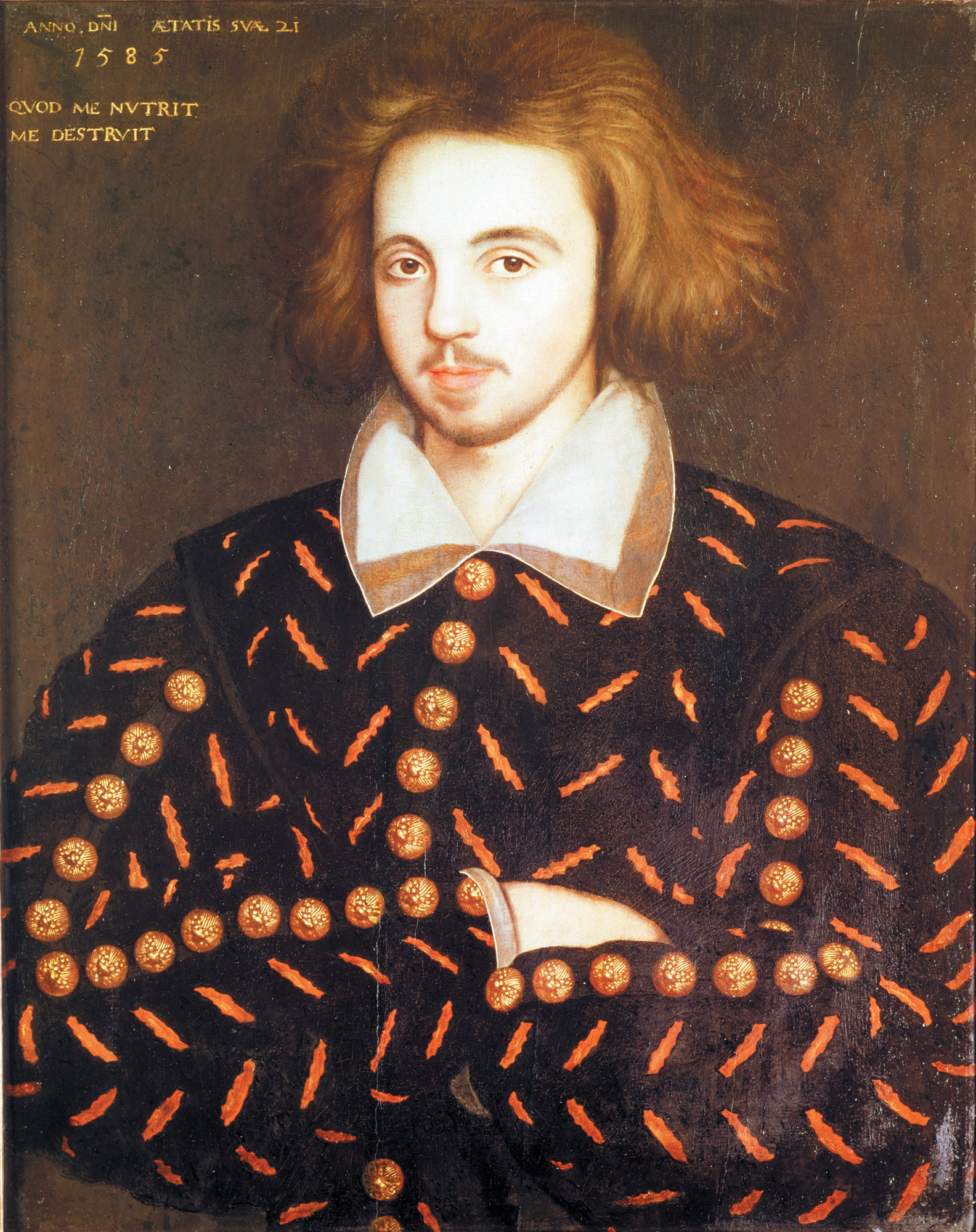
Christopher Marlowe (1564-1593).

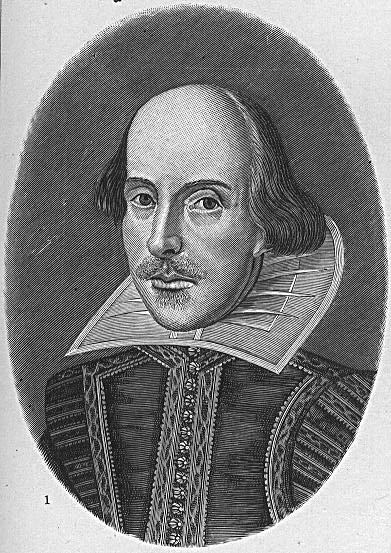
William Shakespeare (1564-1616).

La creciente población de Londres, la mayor riqueza de sus ciudadanos y su pasión por el espectáculo produjeron una literatura dramática de notable variedad, calidad y extensión. A pesar de que la mayor parte de los textos escritos para la escena isabelina se perdieron, se conservan unos 600, testimonio de una época culturalmente viva.
Los autores de estos dramas eran ante todo autodidactas de modestos orígenes, a pesar de que algunos debieron haber recibido instrucción en Oxford o Cambridge. A pesar de que William Shakespeare fuese, hasta donde se sabe, un actor, la mayor parte de ellos no lo fueron y no se conoce el nombre de ningún autor posterior a 1600 que haya pisado la escena como actor para redondear sus ingresos.
No todos los dramaturgos se corresponden con las imágenes modernas de poetas o intelectuales. Christopher Marlowe fue asesinado en el curso de una riña en una taberna, Shakespeare acompañaba a personajes de los bajos fondos de Londres y redondeaba sus ingresos prestando dinero, mientras que Ben Jonson mató a un actor en un duelo. Muchos otros fueron posiblemente soldados. Quizá en ninguna otra época el drama es más real y toca la sensibilidad de todos: conspiraciones, asesinatos políticos, condenas a muerte y violencia estaban a la orden del día, también porque el Renacimiento es una época de cambios traumáticos: en Italia, y sobre todo en Florencia, los complots políticos de palacio y las guerras interinas ensangrentaron la ciudad: la grandeza de la época contempla así su propia crisis, que es también la crisis y la superación definitiva de la Edad Media. 
La de los escritores teatrales era una profesión remunerada, pero mientras fuesen capaces de producir dos piezas teatrales al año. Dado que los dramaturgos ganaban poco por la venta de sus obras, para vivir debían escribir muchísimo. La mayor parte de los dramaturgos profesionales ganaban una media de 25 esterlinas al año, una cifra destacada para la época. Eran pagados, en general, a plazos, según avanzaba la escritura de la obra y si al fin el texto era aceptado podían además recibir los beneficios de un día de representación. No gozaban aún de ningún derecho sobre lo que habían escrito. Cuando el texto se vendía a una compañía, ésta lo poseía y el autor no tenía ningún control sobre la elección de los actores o sobre la representación, ni sobre las sucesivas revisiones y publicaciones. 

### Marlowe
Marlowe era un personaje extraño que se adelantó a su tiempo, considerado antecedente de Shakespeare, principalmente de sus tragédias históricas. Revolucionaría el tipo de personajes que va a poner en escena: sus obras atentarían contra la moral, la corona y la Iglesia. Se ha afirmado que era ateo y se tiene constancia de sus servicios a la reina (probablemente como espía). Se ha especulado sobre su posible tendencia homosexual, si bien es una cuestión que no se ha corroborado y se atribuye a la trama de su obra Eduardo II, centrada en los amores de este con su favorito Gaveston, y a la acusación de Thomas Kyd, compañero y amigo, sometido a tortura.  En su época alcanzó gran fama y su teatro se representó con un notable éxito.

### Shakespeare
Shakespeare no fue a la universidad, rompe las unidades clásicas de espacio, tiempo y acción y mezcla de géneros. Copia elementos griegos y latinos, de otros autores y de la historia británica; trataba temas sexuales, mágicos y misóginos.

### Lista de autores destacados
| - William Alabaster - Robert Armin - Francis Beaumont - George Chapman - Henry Chettle - Samuel Daniel - John Day - Thomas Dekker - Michael Drayton - Richard Edwardes - John Fletcher - John Ford - Abraham Fraunce - George Gascoigne | - Arthur Golding - Robert Greene - Richard Hathwaye - William Haughton - Thomas Heywood - Thomas Hughes - Ben Jonson - Thomas Kyd - Thomas Lodge - John Lyly - Christopher Marlowe - John Marston - Philip Massinger - Thomas Middleton | - Anthony Munday - Thomas Nashe - Thomas Norton - George Peele - Henry Porter - Samuel Rowley - William Rowley - Thomas Sackville - William Shakespeare - James Shirley - Philip Sidney - Wentworth Smith - Cyril Tourneur - John Webster |

## Teatro jacobino y carolino
El carácter del drama cambió con los reyes Estuardo. Con el desarrollo de teatros privados, el drama se orientó más hacia los gustos y valores de la audiencia de clase social superior. En el período del reinado de Carlos I, pocas obras nuevas se escribieron en los teatros públicos, que se mantuvieron gracias a las obras acumuladas en las décadas anteriores. 
El creciente movimiento puritano era hostil a los teatros, a los que consideraban pecaminosos por varias razones: los jóvenes vestidos de mujer para interpretar papeles femeninos, el hecho de que los teatros estuvieran en la misma parte de la ciudad que los prostíbulos y otros centros de vicio y, finalmente, la defensa en escena de opiniones políticas contrarias a los puritanos. Cuando la facción puritana del Parlamento consiguió dominar la ciudad de Londres al comienzo de la Guerra civil, ordenó la clausura de todos los teatros en 1642.

## Influencia
Mientras el teatro isabelino conservó su simplicidad estructural, el continental, siguiendo el ejemplo italiano, se hacía dependiente de los efectos especiales (cabe pensar en las maquinarias escénicas e incluso en los autómatas inventados por Leonardo). De aquí al teatro "ilusionista" moderno solo hay un pequeño paso. Es cierto que a partir del siglo XX numerosas han sido las vanguardias que han introducido soluciones nuevas (como el Futurismo, el Dadaísmo, el Surrealismo y la Bauhaus), pero rara vez el gran público se ha sentido involucrado en estas iniciativas y puede decirse que al teatro aún le queda mucho camino por recorrer para alcanzar la popularidad del cine o de la televisión.

### Voces generales
- Época isabelina
- Teatro
- Teatro (arquitectura)
- Literatura inglesa
- Literatura isabelina

### Lugares de interés
- Stratford-upon-Avon
- Londres
- Inglaterra
- Reino Unido
- Pinewood Studios

### Textos
- Obras de William Shakespeare en Cervantes Virtual
- Macbeth en Wikisource (en inglés)
- The Tempest en Wikisource (en inglés)
- Romeo and Juliet en Wikisource (en inglés)
- The Tragedy of Doctor Faustus, de Christopher Marlowe, en Wikisource (en inglés)
- Shakespeare and the Globe. Artículo sobre Shakespeare y The Globe en la Enciclopedia Británica: amplio estudio sobre el teatro de la época.

### Filmografía

#### Shakespeare
- Shakespeare in Love
- The Tragedy of Macbeth
- King Lear
- Hamlet
- The Tempest
- Romeo e Giulietta (versión de Franco Zeffirelli)

#### Marlowe
- Doctor Faustus
- Volpone

- Datos: Q1134718
- Multimedia: English Renaissance theatre / Q1134718